# Bang Saphan Noi (huyện)
Bang Saphan Noi hay Bangsaphan Noi (tiếng Thái: บางสะพานน้อย) là huyện (amphoe) cực nam của tỉnh Prachuap Khiri Khan, miền trung Thái Lan.

## Lịch sử
Tiểu huyện (king amphoe) Bang Saphan Noi đã được tách ra từ huyện Bang Saphan ngày 10 tháng 6 năm 1974.. Tiểu huyện đã được chính thức nâng cấp thành huyện ngày 13 tháng 7 năm 1981.

## Địa lý
Các khu vực giáp ranh là: Bang Saphan về phía bắc, về phía nam Huyệns Tha Sae và Pathio của tỉnh Chumphon.Về phía tây là vùng Tanintharyi của Myanma, về phía đông là vịnh Thái Lan.

## Hành chính
Huyện này được chia ra thành 5 phó huyện (tambon), các đơn vị này lại được chia thành 41 làng (muban). Bang Saphan Noi is also the only township (thesaban tambon) of Huyện, nằm trên một phần của tambon Bang Saphan. Có 5 Tổ chức hành chính tambon.
| STT. | Tên         | Thai     | Số làng | Dân số |  |
| 1.   | Pak Phraek  | ปากแพรก  | 6       | 3.277  |  |
| 2.   | Bang Saphan | บางสะพาน | 10      | 7.354  |  |
| 3.   | Sai Thong   | ทรายทอง  | 11      | 7.200  |  |
| 4.   | Chang Raek  | ช้างแรก   | 8       | 9.673  |  |
| 5.   | Chaiyarat   | ไชยราช   | 6       | 7.470  |  |